# Rickard Brånemark
Rickard Brånemark, född 13 februari 1960 i Malmö, är en svensk läkare, specialiserad på ortopedi. Brånemarks arbete har främst rört osseointegration, den process där ett implantat växer fast i skelettet.  Brånemark har huvudsakligen varit verksam vid Sahlgrenska Universitetssjukhuset, Göteborgs Universitet samt företaget Integrum AB, som han grundat, men är sedan 2019 forskare vid Massachusetts Institute of Technology (MIT) i Boston .

## Biografi
Brånemark studerade vid Chalmers Tekniska Högskola, där han avlade civilingenjörsexamen i Teknisk Fysik 1987. Parallellt studerade han medicin vid Göteborgs Universitet där han avlade läkarexamen samma år. Han blev legitimerad läkare 1989 och specialist i ortopedi 1995.  Brånemarks disputerade 1996 vid Göteborgs Universitet på avhandlingen "A Biomechanical Study of Osseointegration. In-vivo measurements in rat, rabbit, dog and man".
Brånemarks gärning fokuserar på osseointegration, med inriktning mot möjligheten att förankra titanimplantat i amputerade ben eller armar, särskilt i syftet att på implantaten fästa proteser. I anslutning till detta har han forskat kring möjligheterna att leda ut muskel- och nervsignaler genom dessa implantat för att kunna styra proteser, samt kring metoder för att reducera fantomsmärtor. 
2012 antogs Brånemark som oavlönad docent vid Sahlgrenska Akademin vid Göteborgs universitet. 2013 ledde han det kirurglag som för första gången opererade in ett osseointegrerat implantat som lät patienten styra en protes med sina tankar.
Som företagare grundade Brånemark 1998 Integrum AB, med säte i Mölndal, och han var dess VD från starten till 2015.
2006 mottog Brånemark "Hanger Prize for contribution in amputation research".
2015 utsågs Brånemark till innehavare av "The President's Chair" vid University of California San Francisco.
2019 tog Brånemark upp en deltidstjänst som forskare vid MIT.

### Familj
Rickard Brånemark är son till Per-Ingvar Brånemark och Barbro Ankarhult (född Andersson).